# تمساحی به نام دیزی
تمساحی به نام دیزی (به انگلیسی: 'An Alligator Named Daisy) یک فیلم کمدی بریتانیایی محصول سال ۱۹۵۵ به کارگردانی جی. لی تامپسون با نقش‌آفرینی دونالد سیندن، جانی کارسون، جیمز رابرتسن جاستیس، دایانا دورس، رولاند کالور و استنلی هالووی می‌باشد.

## بازیگران
- دونالد سیندن
- جینی کارسون
- جیمز رابرتسن جاستیس
- دایانا دورس
- رولاند کالور
- استنلی هالووی
- آویس لندون
- ریچارد واتیس
- استیون بوید
- ارنست تسیجر
- هنری کندال
- مایکل شپلی
- ویلفرد لاوسون
- چارلز ویکتور
- جورج مون
- مارگارت رادرفورد
- جوان هیکسون
- جیمی ادواردز
- پاتریک کارگیل
- فرانکی هاوارد
- جورج وودبریج [۴][۵][۶][۷]